# Демографија Белорусије
Бјелорусија је према процјени у јуну 2006. имала укупно 10.293.011 становника.

## Старосна структура
0-14 година: 15,7% (мушкарци 825.823/жене 791.741)
15-64 године: 69,7% (мушкарци 3.490.442/жене 3.682.950)
65 и више година: 14,6% (мушкарци 498.976/жене 1.003.079) (процена 2006)

## Медијална старост
За укупно становништво: 37,2 године
мушкарци: 34,5 година
жене: 39,9 година (процена 2006. године)

## Стопа раста становништва
- -,0,06% (2006. процена)

## стопа наталитета
11,16 рођених/1.000 становника (2006. процена)
14,,02 умрлих/1.000 становника (2006. процена)

## нето стопа миграције
2,3 миграната/ 1.000 становника (2006. процена)

## стопа смртности одојчади
укупно: 13 умрлих/1.000 живорођених
мушкарци: 13,92 смрти/ 1.000 живорођених
жене: 12,03 умрлих/ 1.000 живорођених (процена 2006)

## полна структура
на рођењу: 1,05 мушкараца/жена
до 15 год: 1,04 мушкараца/жена
15-64 год: 0,95 мушкараца/жена
65 и више: 0,5 мушкараца/жена
укупно: 0,88 мушкараца/жена

## Очекивано трајање живота
укупно: 69,08 година
мушкарци: 63,47 година
жене: 74,98 година (2006. процена)

## стопа укупног фертилитета
1,43 деце рођених по једној жени

## етничке групе
Белоруси 81,2%, Руси 11,4%, Пољаци 3,9%, Украјинци 2,4%, остали 1,1% (попис 1999. године)
До II светског рата Јевреји су били друга етничка група по бројности на територији данашње Белорусије, и чинили су преко 50% поппулације градова и варошица, 1989. године су чинили 1,1% пре свега због Холокауста у Другом светском рату, али тада почиње њихово исељавање ка САД и Израелу.

## Религија
Године 1997. су православци чинили 80% становништва, док су муслимани, католици (у западној Белорусији у региону Гродно), унијати, протестанти и јудаисти мање заступљени и има их 20%. Чак и данашњи подаци показују да је врло мали број становника религиозан у правом смислу док остали се повезују са одређеним религијама у смислу цивилизацијске припадности и културних асоцијација.

## Писменост
укупно становништво: 99,6%

### Највећи градови
Највећи градови у Белорусији у 2006. су: 
- Минск - 1.741.400
- Гомељ - 481.200
- Могиљев - 365.100
- Витебск - 342.4000
- Гродно - 314.800
- Брест - 298.300
- Бабрујск - 220.800
- Барановичи - 168.600
- Борисов - 150.400
- Орша - 130.500
- Пинск - 125.300
- Мозир - 111.800
- Солигорск - 101.400
- Новополоцк - 101.300